# Щобак Юрій Васильович
Юрій Васильович Щобак — молодший сержант Збройних Сил України, учасник російсько-української війни, що загинув у ході російського вторгнення в Україну в 2022 році.

## Життєпис
Юрій Щобак народився 1982 року в селі Кам'яниця Ужгородського району на Закарпатті. З початком повномасштабного російського вторгнення в Україну разом зі старшим братом сержантом Василем був призваний на військову службу по мобілізації. Загинув 23 квітня 2022 року в боях під Луганськом. Він помер на руках у брата Василя, який у зоні бойових дій отримав контузію. Тим самим указом Президента України № 329/2022 11 травня 2022 року за особисту мужність і самовіддані дії, виявлені у захисті державного суверенітету та територіальної цілісності України, вірність військовій присязі його було нагороджено медаллю «Захиснику Вітчизни». Прощатимуться із загиблим Юрієм Щобаком у Невицькому, коли саме — наразі невідомо.

## Родина
У загиблого залишилися мати Олена, дружина та син (нар. 2014).

## Нагороди
- Орден «За мужність» III ступеня (2022, посмертно) — за особисту мужність і самовіддані дії, виявлені у захисті державного суверенітету та територіальної цілісності України, вірність військовій присязі[4].